# Telmy Rządowe
Telmy Rządowe (biał. Тэльмы 2, Telmy 2; ros. Тельмы 2) – wieś na Białorusi, w obwodzie brzeskim, w rejonie brzeskim, w sielsowiecie Telmy, przy granicy z Brześciem.

## Transport
Obok wsi położony jest zjazd z drogi magistralnej M1 na Szosę Moskiewską prowadzącą w stronę centrum Brześcia. W pobliżu znajduje się port lotniczy Brześć.

## Historia
W dwudziestoleciu międzywojennym leżały w Polsce, w województwie poleskim, w powiecie brzeskim, w gminie Kosicze. Po II wojnie światowej w granicach Związku Sowieckiego. Od 1991 w niepodległej Białorusi.